# میس (کشتی‌گیر)
میس (انگلیسی: Mace؛ زادهٔ ۵ فوریهٔ ۱۹۹۱) بازیکن فوتبال آمریکایی، یوتیوبر، کشتی‌گیر کشتی حرفه‌ای، و تهیه‌کننده تلویزیونی اهل ایالات متحده آمریکا است.